# Melchor Portocarrero
Melchor Portocarrero (1636-1705) est le vice-roi de la Nouvelle-Espagne du 30 novembre 1686 au 19 novembre 1688.